# Gélose Rambach
Pour les articles homonymes, voir Rambach.
 (novembre 2014).
Si vous disposez d'ouvrages ou d'articles de référence ou si vous connaissez des sites web de qualité traitant du thème abordé ici, merci de compléter l'article en donnant les références utiles à sa vérifiabilité et en les liant à la section « Notes et références ».
Le Rambach™ Agar est un milieu de culture chromogène inventé par le Dr. Alain Rambach et développé par la société « CHROMagar ». Il sert à isoler et identifier salmonella dans les aliments et les échantillons cliniques.

## Composition
(En g/L)
- Peptone : 8
- Chlorure de sodium : 5
- Mélange chromogène : 1,5
- Désoxycholate de sodium : 1
- propylène glycol : 10,5
- Agar : 15

Ce milieu est rendu sélectif envers les bacilles Gram négatifs par adjonction de sels biliaires (désoxycholate). Il permet de plus une croissance rapide des entérobactéries de par la présence de substrats nutritifs.
La spécificité de ce milieu repose sur la capacité des Salmonella de métaboliser le propylène glycol en produisant de l'acide.

## Lecture et interprétation

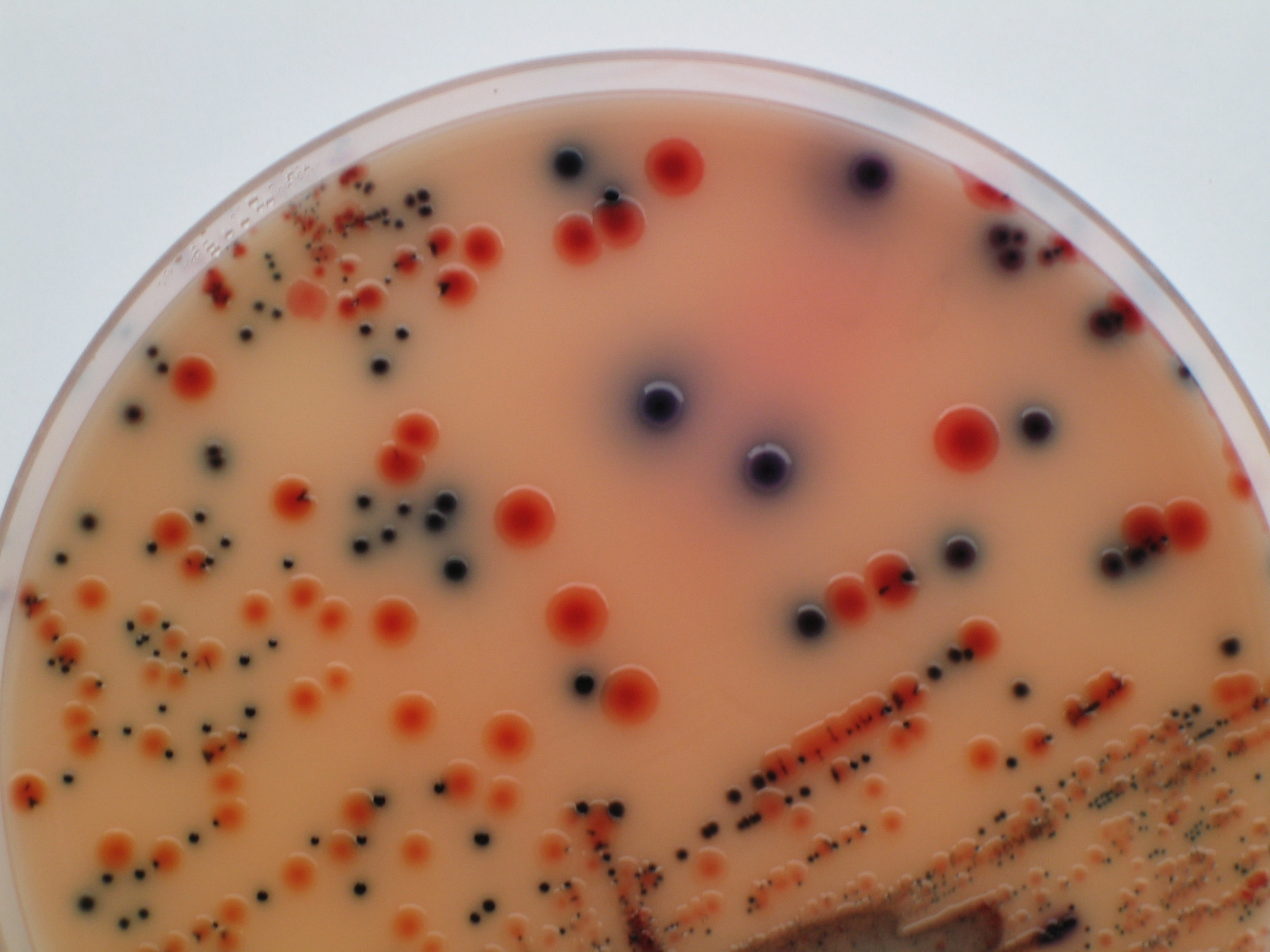
Isolement de Salmonella et E.Coli sur gélose Rambach Agar

Après 24 à 48 heures d'incubation à 37 °C :
- Colonies rouges : entérobactéries métabolisant le propylène glycol et ne possédant pas de β-galactosidase

Elles représentent 97 à 99 % des Salmonella enterica enterica, excepté S.paratyphi A et S.typhi
- Colonies bleues ou bleu-violet : entérobactéries métabolisant le propylène glycol et possédant une β-galactosidase

Ce sont essentiellement des coliformes.
- Colonies incolores : entérobactéries ne métabolisant pas le propylène glycol et ne possédant pas de β-galactosidase

Elles sont constituées de S.paratyphi A, S.typhi et de la plupart des autres entérobactéries.